# Gelo permanente

Gelo permanente (legenda: Fast ice, à esq., ao longo da costa) versus gelo à deriva (legenda: Drift ice, à dir.) num cenário costeiro dinâmico.

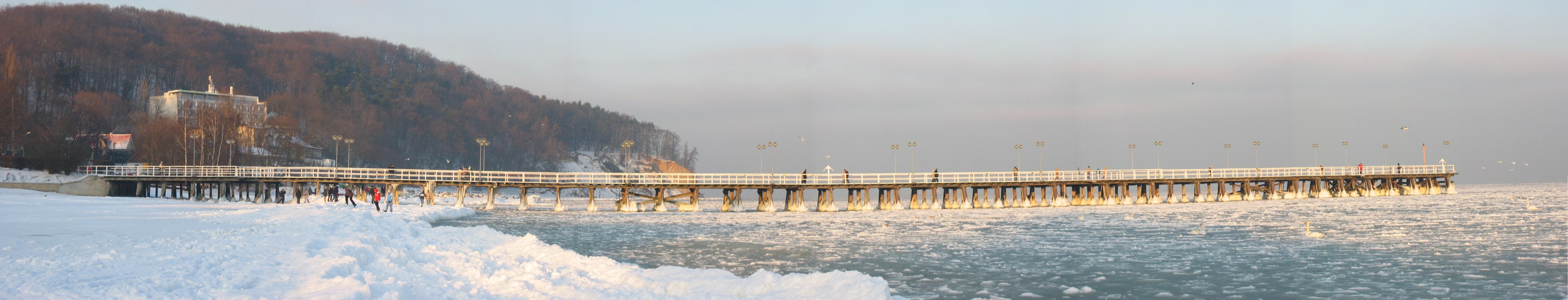
Banquisa costeira ou gelo permanente, no mar Báltico - costa de Gdynia, Polónia.

Chama-se gelo permanente, gelo fixo ou banquisa costeira (em inglês:  fast ice) à banquisa (mar de gelo) que congelou ao longo da costa e se estende fora de terra pelo mar adentro, permanecendo agregada à terra, e fixa ao longo dos bancos de areia, barras ou a partes mais rasas da plataforma continental. Na Antártida, o gelo permanente também se estende entre icebergues encalhados. Ao contrário do gelo à deriva, que é outro tipo de banquisa, o gelo permanente não se move com as correntes oceânicas nem com o vento.
A extensão (e a presença) destas zonas de gelo costuma ser dependente das estações do ano e também da espessura de gelo, da topografia do fundo marinho e da posição geográfica das ilhas. No oceano Ártico o gelo permanente estende-se até uma profundidade de 20 metros, enquanto que nos mares subárticos, apenas chega a cerca de 10 m. Os icebergues pode também agir como âncoras para o gelo permanente, especialmente na Antártida. Em algumas zonas costeiras, com uma plataforma abrupta e sem ilhas (por exemplo, no mar de Okhotsk frente a Hokkaidō), as marés previnem a formação de qualquer área de gelo permanente. As bacias oceânicas mais pequenas podem ter gelo permanente somente em zonas em que não haja gelo à deriva (por exemplo, no McMurdo Sound na Antártida).
A topografia do gelo permanente varia desde um nível muito plano e suave até um perfil escarpado. O gelo permanente pode crescer tanto pela congelação da água do mar como pela congelação de pedaços de gelo à deriva da costa ou de outros sítios em que fiquem presos.

## Definição
A Organização Meteorológica Mundial (OMM), usa uma terminologia muito específica para definir os diferentes tipos de gelo. O "Servicio de Hidrografia Naval" da Argentina fez uma compilação desses termos numa publicação chamada «Nomenclatura de la OMM del hielo marino», que apresenta a seguinte definição de gelo permanente:

gelo permanente (Fast ice): Gelo marinho que se forma e permanece ao longo da costa, onde é anexado à margem, a una parede de gelo, a uma frente de barreira, entre baixos fundos ou icebergues encalhados. Flutuações verticais do gelo permanente podem ser observadas durante alterações do nível do mar. O gelo permanente pode ser formado in situ de água de mar ou por congelamento até à costa do gelo flutuante de qualquer idade, e pode estender-se de poucos metros a várias centenas de quilómetros a partir da costa. O gelo permanente pode ser de mais de um ano de idade e então adicionar com sufixo a categoria apropriada de sua idade. Quando tem mais de cerca de 2 m sobre o nível do mar é denominado barreira de gelo.— «Nomenclatura de la OMM del gelo marino». 